# 헤더 레이
헤더 레이 바이비(영어: Heather Rae Bybee, 1966년 10월 1일 ~ )는 미국의 배우, 영화 제작자, 영화 감독이다.
로스앤젤레스의 지구인 베니스에서 태어났다.

## 영화
- 폴레트 (2019년)
- 녀석들의 졸업백서 (2018년)
- 윈드 워커스 (2015년)
- I Believe in Unicorns (2014)
- 애스 백워즈 (2013, Ass Backwards)
- 매직 발리 (2011년)
- 드라이 랜드 (2010년)
- 프로즌 리버 (2008년)
- 아웃 오브 더 블루: 인생과 풋볼에 관한 영화 (2007년)
- 디서피어런스 (2006년)
- 트러델 (2005년)
- 구름 속의 크리스마스 (2001년)